# 옌볜 대학
옌볜 대학(연변대학, 중국어 간체자: 延边大学, 정체자: 延邊大學)은 연변 조선족 자치주 연길에 있는 대학이다. 1949년 3월 20일에 설립되었다.
7개의 학과 프로그램(경제학, 철학, 법학, 교육학, 역사학, 과학, 공학등)이 있다. 2004년에는, 학생들이 16,413명이 이곳에 다니고 있다. 외국유학생들은 대부분 대한민국, 일본, 미국, 러시아에서 왔다.